# Clinopodium myrianthum
Clinopodium myrianthum là một loài thực vật có hoa trong họ Hoa môi. Loài này được (Baker) Ryding mô tả khoa học đầu tiên năm 2006.